# Metopius tauricus
Metopius tauricus är en stekelart som beskrevs av Clement 1930. Metopius tauricus ingår i släktet Metopius och familjen brokparasitsteklar. Inga underarter finns listade i Catalogue of Life.